# 1491

## Události
- 7. listopadu uzavírají Maximilián I. Habsburský a novopečený uherský král Vladislav Jagellonský prešpurskou smlouvu, v níž bylo Habsburkům jasně a zřetelně zaručeno, že pokud zemře Vladislav Jagellonský bez dětí, stanou se následníky na uherském trůně (týkalo se nejen Maximiliána, ale i jeho potomků)
- 6. prosince – francouzský král Karel VIII. si bere Annu Bretaňskou, a zajišťuje tak svým nástupcům držení Bretaně.
- případ Svatého dítěte z La Guardie – toledští Židé nařčeni z rituálního ukřižování

## Narození
- 30. ledna – Francesco Maria Sforza, hrabě z Pavie (* 1512)
- 28. června – Jindřich VIII. Tudor, anglický král († 28. ledna 1547)
- 26. října – Čeng-te, čínský císař († 20. dubna 1521)
- 24. prosince – Ignác z Loyoly, zakladatel řádu jezuitů († 31. července 1556)
- Jacques Cartier, francouzský námořní kapitán a objevitel († 1. září 1557)
- Jiří Blaurock, jeden z prvních kazatelů novokřtěnců († 6. září 1529)
- Antonio Pigafetta, italský mořeplavec († 1534)

## Úmrtí
- 19. ledna – Dorotea Braniborská, meklenburská vévodkyně a braniborská princezna (* 9. února 1420)
- 2. února – Martin Schongauer, německý mědirytec a malíř (* asi 1448)

## Hlavy států
- České království – Vladislav Jagellonský
- Svatá říše římská – Fridrich III.
- Papež – Inocenc VIII.
- Anglické království – Jindřich VII. Tudor
- Dánsko – Jan I.
- Francouzské království – Karel VIII.
- Polské království – Kazimír IV. Jagellonský
- Uherské království – Matyáš Korvín / Vladislav Jagellonský
- Litevské velkoknížectví – Kazimír IV. Jagellonský
- Norsko – Jan I. Dánský
- Portugalsko – Jan II.
- Švédsko – regent Sten Sture
- Rusko – Ivan III. Vasiljevič
- Kastilie – Isabela Kastilská
- Aragonské království – Ferdinand II. Aragonský